# Cheteoscelis naenia
Cheteoscelis naenia är en fjärilsart som beskrevs av Druce 1892. Cheteoscelis naenia ingår i släktet Cheteoscelis och familjen mätare. Inga underarter finns listade i Catalogue of Life.